# Усть-Эгита

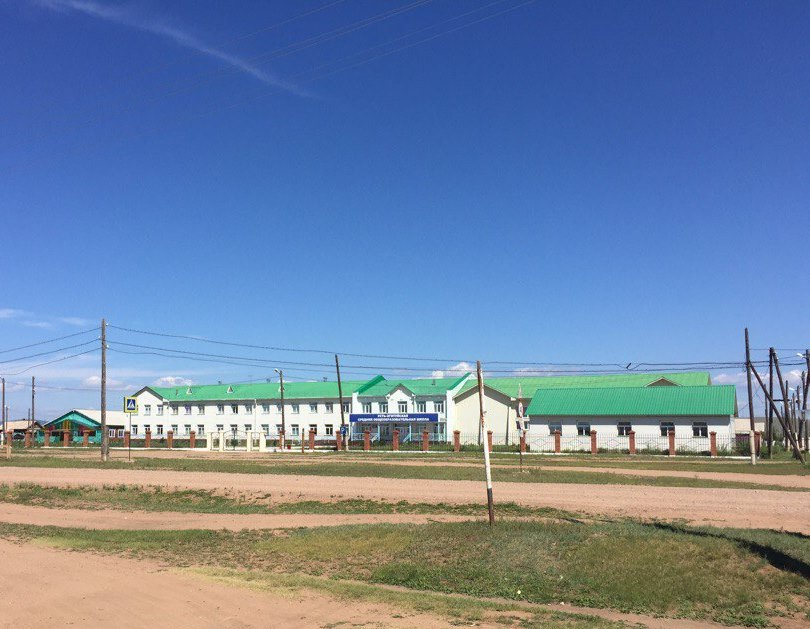
School in the village of Ust-Egita

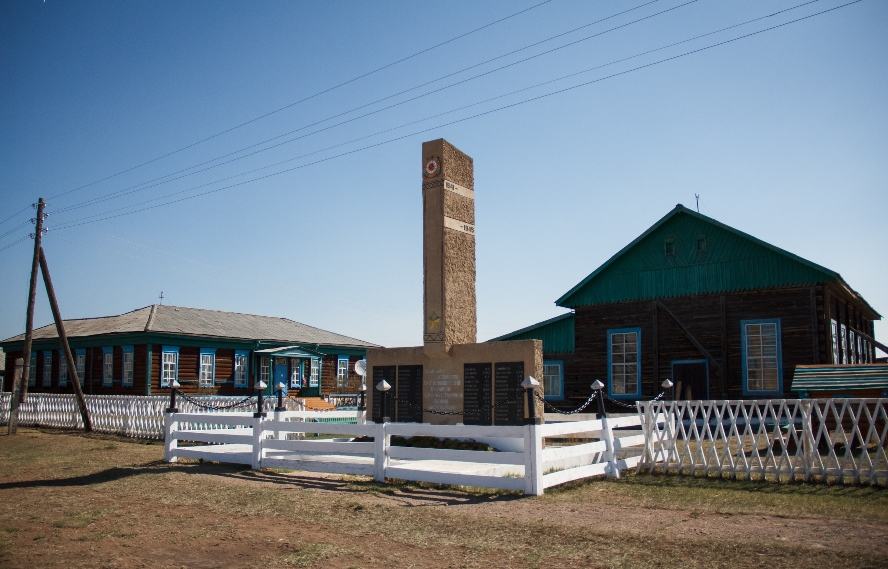
Памятник воинам-односельчанам и школа Усть-Эгиты

Усть-Эгита́ (бур. Эгэтын Адаг) — улус в Еравнинском районе Бурятии. Административный центр сельского поселения «Усть-Эгитуйское».

## География
Расположен в 4 км от границы с Хоринским районом на правом берегу реки Уда, в 2 км выше места впадения в неё реки Эгита (Поперечная), в 70 км к юго-западу от районного центра, села Сосново-Озёрское, в 6 км южнее межрегиональной автодороги Р436 Улан-Удэ — Романовка — Чита. 
В 1,5 км к юго-востоку от улуса находится автомобильный мост через Уду.

## Население
| 2002 | 2010  |
| ---- | ----- |
| 1026 | ↗1058 |

## История
Улус основан в 1930 году. Тогда же построена первая школа. 

## Инфраструктура
Средняя общеобразовательная школа, детский сад, Дом культуры, фельдшерско-акушерский пункт, почтовое отделение.

## Культура
В улусе действуют ансамбль песни и танца «Аялга» и театр «Ая-ганга», получившие звание «народный».

## Достопримечательности
В 30 км севернее Усть-Эгиты находится аршан «Маракта». Тип воды – холодная, гидрокарбонатная, сульфатно-кальцевая. Источник популярен своей лечебный  грязью.
Эгитуйский дацан с самой большой статуей Будды, расположен в 20 км.

## Известные люди
- Дамбаев, Дамби Базарович — Народный депутат СССР (1989-1991), глава администрации Еравнинского района Бурятии (2003-2011)[4].
- Намжил Ширабович Нимбуев — бурятский поэт, переводчик (1948-1971)[5].